# Evergreen, Quận Washburn, Wisconsin
Evergreen là một thị trấn thuộc quận Washburn, tiểu bang Wisconsin, Hoa Kỳ. Năm 2010, dân số của thị trấn này là 1.106 người.